# Kate Douglass
Katherine Cadwallader Douglass (conocida como Kate Douglass; Nueva York, 17 de noviembre de 2001) es una deportista estadounidense que compite en natación.

## Trayectoria
Participó en dos Juegos Olímpicos de Verano, obteniendo cuatro medallas, bronce en Tokio 2020, en la prueba de 200 m estilos, y tres en París 2024, oro en 200 m braza y plata en 200 m estilos y 4 × 100 m libre.
Ganó dieciocho medallas en el Campeonato Mundial de Natación entre los años 2022 y 2025, y diecisiete medallas en el Campeonato Mundial de Natación en Piscina Corta, entre los años 2021 y 2024.
En agosto de 2025 estableció una nueva plusmarca mundial del relevo 4 × 100 m estilos (3:49,34) y del relevo 4 × 100 m libre mixto (3:18,48). En piscina corta estableció en diciembre de 2024 cuatro nuevas plusmarcas mundiales: en los 200 m braza (2:12,50), los 200 m estilos (2:01,63) y en los relevos 4 × 100 m libre (3:25,01) y 4 × 100 m estilos (3:40,41).
Estudió Estadística en la Universidad de Virginia.

## Palmarés internacional
| Juegos Olímpicos                    | Juegos Olímpicos      | Juegos Olímpicos  | Juegos Olímpicos        |
| Año                                 | Lugar                 | Medalla           | Prueba                  |
| ----------------------------------- | --------------------- | ----------------- | ----------------------- |
| 2020                                | Tokio (Japón)         | Medalla de bronce | 200 m estilos           |
| 2024                                | París (Francia)       | Medalla de oro    | 200 m braza             |
| 2024                                | París (Francia)       | Medalla de plata  | 200 m estilos           |
| 2024                                | París (Francia)       | Medalla de plata  | 4 × 100 m libre         |
| Campeonato Mundial                  |                       |                   |                         |
| Año                                 | Lugar                 | Medalla           | Prueba                  |
| 2022                                | Budapest (Hungría)    | Medalla de bronce | 200 m braza             |
| 2022                                | Budapest (Hungría)    | Medalla de bronce | 4 × 100 m libre         |
| 2023                                | Fukuoka (Japón)       | Medalla de oro    | 200 m estilos           |
| 2023                                | Fukuoka (Japón)       | Medalla de oro    | 4 × 100 m estilos       |
| 2023                                | Fukuoka (Japón)       | Medalla de plata  | 200 m braza             |
| 2023                                | Fukuoka (Japón)       | Medalla de plata  | 4 × 100 m libre         |
| 2023                                | Fukuoka (Japón)       | Medalla de plata  | 4 × 100 m libre mixto   |
| 2023                                | Fukuoka (Japón)       | Medalla de bronce | 4 × 100 m estilos mixto |
| 2024                                | Doha (Catar)          | Medalla de oro    | 200 m estilos           |
| 2024                                | Doha (Catar)          | Medalla de oro    | 4 × 100 m estilos mixto |
| 2024                                | Doha (Catar)          | Medalla de plata  | 50 m libre              |
| 2024                                | Doha (Catar)          | Medalla de plata  | 200 m braza             |
| 2024                                | Doha (Catar)          | Medalla de bronce | 4 × 100 m libre mixto   |
| 2025                                | Singapur (Singapur)   | Medalla de oro    | 200 m braza             |
| 2025                                | Singapur (Singapur)   | Medalla de oro    | 4 × 100 m estilos       |
| 2025                                | Singapur (Singapur)   | Medalla de oro    | 4 × 100 m libre mixto   |
| 2025                                | Singapur (Singapur)   | Medalla de plata  | 100 m braza             |
| 2025                                | Singapur (Singapur)   | Medalla de plata  | 4 × 100 m libre         |
| Campeonato Mundial en Piscina Corta |                       |                   |                         |
| Año                                 | Lugar                 | Medalla           | Prueba                  |
| 2021                                | Abu Dabi (EAU)        | Medalla de oro    | 4 × 50 m libre          |
| 2021                                | Abu Dabi (EAU)        | Medalla de oro    | 4 × 100 m libre         |
| 2021                                | Abu Dabi (EAU)        | Medalla de bronce | 200 m estilos           |
| 2022                                | Melbourne (Australia) | Medalla de oro    | 200 m braza             |
| 2022                                | Melbourne (Australia) | Medalla de oro    | 200 m estilos           |
| 2022                                | Melbourne (Australia) | Medalla de oro    | 4 × 50 m libre          |
| 2022                                | Melbourne (Australia) | Medalla de oro    | 4 × 100 m estilos       |
| 2022                                | Melbourne (Australia) | Medalla de oro    | 4 × 50 m estilos mixto  |
| 2022                                | Melbourne (Australia) | Medalla de plata  | 4 × 100 m libre         |
| 2022                                | Melbourne (Australia) | Medalla de plata  | 4 × 50 m estilos        |
| 2024                                | Budapest (Hungría)    | Medalla de oro    | 200 m braza             |
| 2024                                | Budapest (Hungría)    | Medalla de oro    | 200 m estilos           |
| 2024                                | Budapest (Hungría)    | Medalla de oro    | 4 × 100 m libre         |
| 2024                                | Budapest (Hungría)    | Medalla de oro    | 4 × 100 m estilos       |
| 2024                                | Budapest (Hungría)    | Medalla de plata  | 50 m libre              |
| 2024                                | Budapest (Hungría)    | Medalla de plata  | 100 m estilos           |
| 2024                                | Budapest (Hungría)    | Medalla de bronce | 100 m libre             |